# Diogo Mendes
Diogo Alexandre de Almeida Mendes, noto semplicemente come Diogo Mendes (Faro, 24 gennaio 1998), è un calciatore portoghese naturalizzato capoverdiano, centrocampista del Rapid Bucarest.

## Caratteristiche tecniche
È un trequartista.

## Carriera

### Club
Cresciuto nel settore giovanile del Benfica, debutta con la squadra riserve il 21 maggio 2017 in occasione dell'incontro di Segunda Liga perso 3-2 contro il Vitória Guimarães B.
Nel 2021 si trasferisce al Marítimo.

### Nazionale
Ha giocato nelle nazionali giovanili portoghesi Under-16 ed Under-18.
Nel 2023 ha esordito nella nazionale maggiore di Capo Verde.

## Statistiche

### Presenze e reti nei club
Statistiche aggiornate al 2 luglio 2025.
| Stagione         | Squadra          | Campionato       | Campionato | Campionato | Coppe nazionali | Coppe nazionali | Coppe nazionali | Coppe continentali | Coppe continentali | Coppe continentali | Altre coppe | Altre coppe | Altre coppe | Totale | Totale |
| Stagione         | Squadra          | Comp             | Pres       | Reti       | Comp            | Pres            | Reti            | Comp               | Pres               | Reti               | Comp        | Pres        | Reti        | Pres   | Reti   |
| ---------------- | ---------------- | ---------------- | ---------- | ---------- | --------------- | --------------- | --------------- | ------------------ | ------------------ | ------------------ | ----------- | ----------- | ----------- | ------ | ------ |
| 2016-2017        | Benfica B        | LdH              | 1          | 0          |                 | -               | -               |                    | -                  | -                  |             | -           | -           | 1      | 0      |
| 2017-2018        | Benfica B        | LdH              | 15         | 0          |                 | -               | -               |                    | -                  | -                  |             | -           | -           | 15     | 0      |
| 2018-2019        | Benfica B        | LdH              | 11         | 0          |                 | -               | -               |                    | -                  | -                  |             | -           | -           | 11     | 0      |
| 2019-2020        | Benfica B        | LdH              | 14         | 0          |                 | -               | -               |                    | -                  | -                  |             | -           | -           | 14     | 0      |
| 2020-2021        | Benfica B        | LdH              | 31         | 3          |                 | -               | -               |                    | -                  | -                  |             | -           | -           | 31     | 3      |
| Totale Benfica B | Totale Benfica B | Totale Benfica B | 72         | 3          |                 |                 |                 |                    | -                  | -                  |             | -           | -           | 72     | 3      |
| 2021-2022        | Marítimo         | PL               | 27         | 0          | CP+CdL          | 1+1             | 0               |                    | -                  | -                  |             | -           | -           | 29     | 0      |
| 2022-2023        | Marítimo         | PL               | 20+2       | 0          | CP+CdL          | 1+2             | 1+0             |                    | -                  | -                  |             | -           | -           | 25     | 1      |
| 2023-2024        | Marítimo         | LdH              | 32         | 2          | CP+CdL          | 3+1             | 0               |                    | -                  | -                  |             | -           | -           | 36     | 2      |
| Totale Marítimo  | Totale Marítimo  | Totale Marítimo  | 81         | 2          |                 | 9               | 1               |                    | -                  | -                  |             | -           | -           | 90     | 3      |
| 2024-2025        | Rapid Bucarest   | L1               | 2          | 0          | CR              | 0               | 0               |                    | -                  | -                  |             | -           | -           | 2      | 0      |
| 2025-2026        | Rapid Bucarest   | L1               | -          | -          | CR              | -               | -               |                    | -                  | -                  |             | -           | -           | -      | -      |
| Totale carriera  | Totale carriera  | Totale carriera  | 155        | 5          |                 | 9               | 1               |                    | -                  | -                  |             | -           | -           | 164    | 6      |